# Chicago XI
 (juillet 2017).
Si vous disposez d'ouvrages ou d'articles de référence ou si vous connaissez des sites web de qualité traitant du thème abordé ici, merci de compléter l'article en donnant les références utiles à sa vérifiabilité et en les liant à la section « Notes et références ».
Albums de Chicago
Chicago X
(1976) Hot Streets
(1978)
Singles
1. Baby, What a Big Surprise
Sortie : Septembre 1977
2. Little One
Sortie : Janvier 1978
3. Take Me Back to Chicago
Sortie : Mai 1978

Chicago XI est le neuvième album studio (onzième au total) du groupe de rock, pop rock et de jazz-rock américain Chicago, sorti en 1977.
L'album marque la fin d'une ère pour Chicago à plus d'un titre. En effet, il s'agit du dernier album du groupe à présenter le guitariste et membre fondateur Terry Kath avant sa mort dans un accident avec une arme à feu, quatre mois plus tard, et le dernier album à être produit par James William Guercio (en).

## Liste des titres
| A1. | Mississippi Delta City Blues | Terry Kath                     | Terry Kath   | 4:39 |
| A2. | Baby, What a Big Surprise    | Peter Cetera                   | Peter Cetera | 3:04 |
| A3. | Till the End of Time         | James Pankow                   | James Pankow | 4:49 |
| A4. | Policeman                    | Robert Lamm                    | Robert Lamm  | 4:02 |
| A5. | Take Me Back to Chicago      | Danny Seraphine, Hawk Wolinski | Lamm         | 5:17 |

| B1. | Vote for Me                  | Lamm                | Lamm          | 3:47 |
| B2. | Takin' It on Uptown          | Fred Kagan, Kath    | Kath          | 4:45 |
| B3. | This Time                    | Lee Loughnane       | Lee Loughnane | 4:44 |
| B4. | The Inner Struggles of a Man | Dominic Frontiere   | Instrumental  | 2:44 |
| B5. | Prelude (Little One)         | Seraphine, Wolinski | Kath          | 0:52 |
| B6. | Little One                   | Seraphine, Wolinski | Kath          | 5:40 |

| Titres bonus - Réédition CD remastérisée (Rhino Records, 25 février 2003) | Titres bonus - Réédition CD remastérisée (Rhino Records, 25 février 2003) | Titres bonus - Réédition CD remastérisée (Rhino Records, 25 février 2003) | Titres bonus - Réédition CD remastérisée (Rhino Records, 25 février 2003) | Titres bonus - Réédition CD remastérisée (Rhino Records, 25 février 2003) | Titres bonus - Réédition CD remastérisée (Rhino Records, 25 février 2003) | Titres bonus - Réédition CD remastérisée (Rhino Records, 25 février 2003) | Titres bonus - Réédition CD remastérisée (Rhino Records, 25 février 2003) | Titres bonus - Réédition CD remastérisée (Rhino Records, 25 février 2003) | Titres bonus - Réédition CD remastérisée (Rhino Records, 25 février 2003) |
| No                                                                        | Titre                                                                     | Durée                                                                     |                                                                           |                                                                           |                                                                           |                                                                           |                                                                           |                                                                           |                                                                           |
| ------------------------------------------------------------------------- | ------------------------------------------------------------------------- | ------------------------------------------------------------------------- | ------------------------------------------------------------------------- | ------------------------------------------------------------------------- | ------------------------------------------------------------------------- | ------------------------------------------------------------------------- | ------------------------------------------------------------------------- | ------------------------------------------------------------------------- | ------------------------------------------------------------------------- |
| 12.                                                                       | Wish I Could Fly (Rehearsal)                                              | 3:47                                                                      |                                                                           |                                                                           |                                                                           |                                                                           |                                                                           |                                                                           |                                                                           |
| 13.                                                                       | Paris (Rehearsal)                                                         | 3:55                                                                      |                                                                           |                                                                           |                                                                           |                                                                           |                                                                           |                                                                           |                                                                           |
| 52:19                                                                     |                                                                           |                                                                           |                                                                           |                                                                           |                                                                           |                                                                           |                                                                           |                                                                           |                                                                           |

## Crédits
| - Peter Cetera : basse, frontman, chœurs - Terry Kath : guitare électrique, guitare acoustique, percussions, chant, chœurs - Robert Lamm : piano, orgue Hammond, clavinet, Fender Rhodes, chant, chœurs - Laudir de Oliveira : percussions - Lee Loughnane : trompette, trompette piccolo, bugle, chant - James Pankow : trombone, claviers, percussions, chant, arrangements des cuivres - Walter Parazaider : saxophones, flûte, clarinette - Danny Seraphine : batterie, percussions Membres additionnels - David "Hawk" Wolinski : synthétiseur sur Take Me Back to Chicago ; Fender Rhodes sur Little One - James William Guercio : guitare acoustique, basse sur Baby, What a Big Surprise - Tim Cetera : chœurs additionnels sur Baby, What a Big Surprise - Carl Wilson : chœurs additionnels sur Baby, What a Big Surprise - Chaka Khan : chœurs sur Take Me Back to Chicago - The Voices of Inspiration : chorale sur Vote for Me | - Production : James William Guercio - Ingénierie : Wayne Tarnowski assisté de Tom Likes - Mastering : Mike Reese - Orchestration, conception : Dominic Frontiere, James William Guercio, Peter Cetera - Arrangements : Dominic Frontiere - Conception (additionnel) : Daniel Seraphine - Design et artwork : John Berg - Photographie : Reid Miles |